# Улица Славу (Рига)
Улица Сла́ву (латыш. Slāvu iela — «Славянская улица») — улица в городе Риге, в Латгальском предместье. Ведёт от Южного моста до круговой развязки, известной как ротационный круг Славу. Пересекает железнодорожную линию Рига — Крустпилс по путепроводу (мост Славу); упомянутая линия и путепровод служат границами четырёх исторических районов города — Кенгарагса, Московского форштадта, Дарзциемса и Шкиротавы. Общая длина улицы Славу составляет 1285 метров.
Является важной городской магистралью и частью региональной государственной автодороги P4. На всём протяжении имеет асфальтовое покрытие. Главная проезжая часть улицы проходит по эстакаде; внизу параллельно устроены боковые проезжие части, обеспечивающие дорожное соединение магистрали с прилегающими улицами. По улице проходят маршруты автобуса № 15, 31 и 49, однако остановок общественного транспорта на улице Славу нет. В то же время на улице Саласпилс имеется остановка «Slāvu iela».

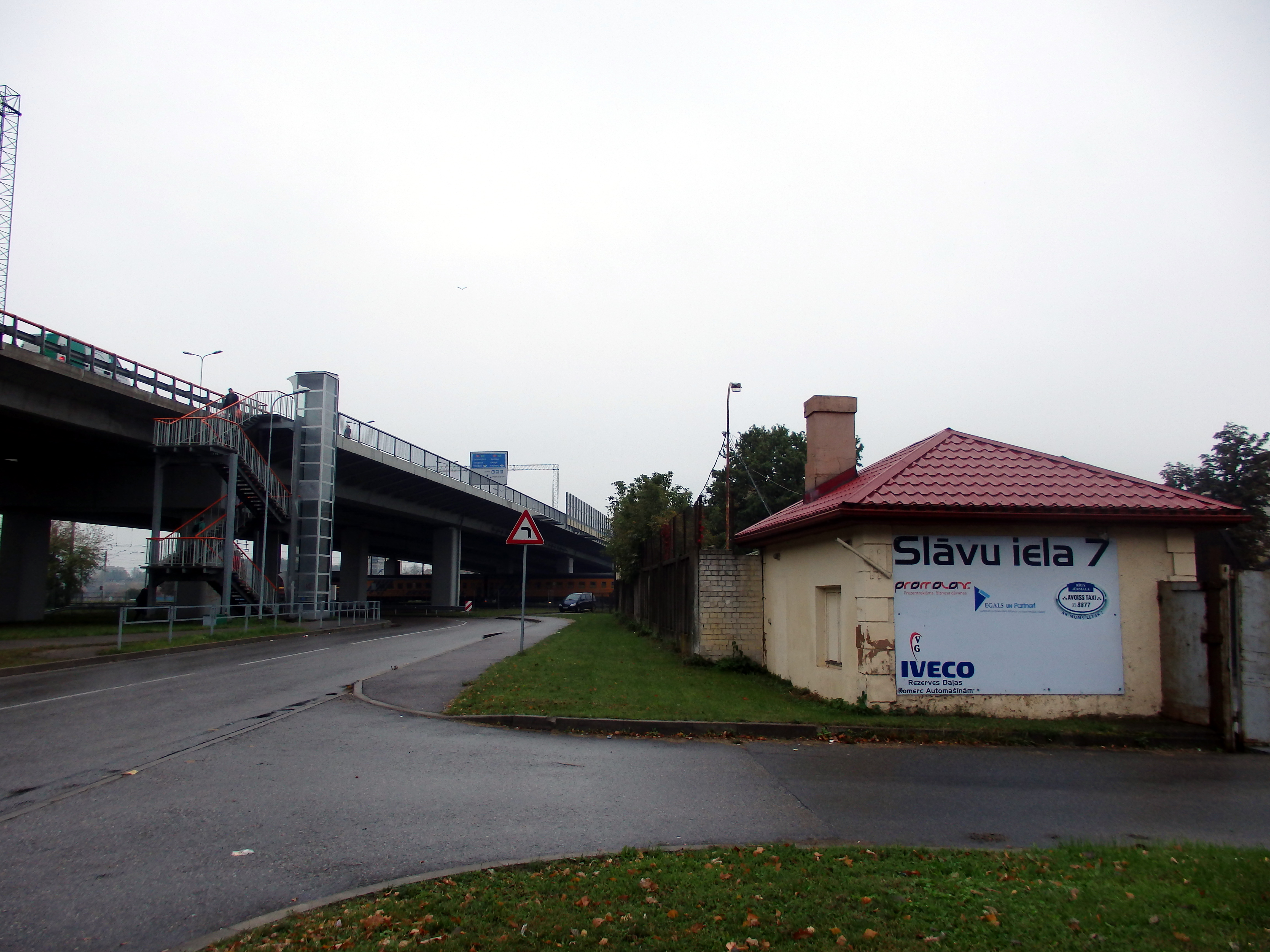
Вид в направлении железной дороги

## История
Улица Славу возникла в XIX веке как дорога, соединяющая нынешние улицы Маскавас и Лубанас. Одновременно являлась границей, отделяющей жилую застройку Московского форштадта от территории Кузнецовской фарфоровой фабрики. Показана уже на плане 1876 года, однако первоначально не была застроена и не имела названия.
В 1889 году получила название Славянская улица (нем. Slawenstrasse, латыш. Slāvu iela), подобно другим улицам этого района, названным в честь народов (Латышская улица — ныне Зилупес, Ливонская — ныне Салацас, Литовская — ныне Индрупес, Эстонская — ныне Ритупес). В 1923 году переименована в улицу Кузнецова, в честь бывшего владельца фарфоровой фабрики М. С. Кузнецова. После присоединения Латвии к СССР, в 1950 году улица была переименована в улицу Стахановиешу (латыш. Stahanoviešu iela — улица Стахановцев). В 1990 году было восстановлено первоначальное название улицы.

## Мост Славу

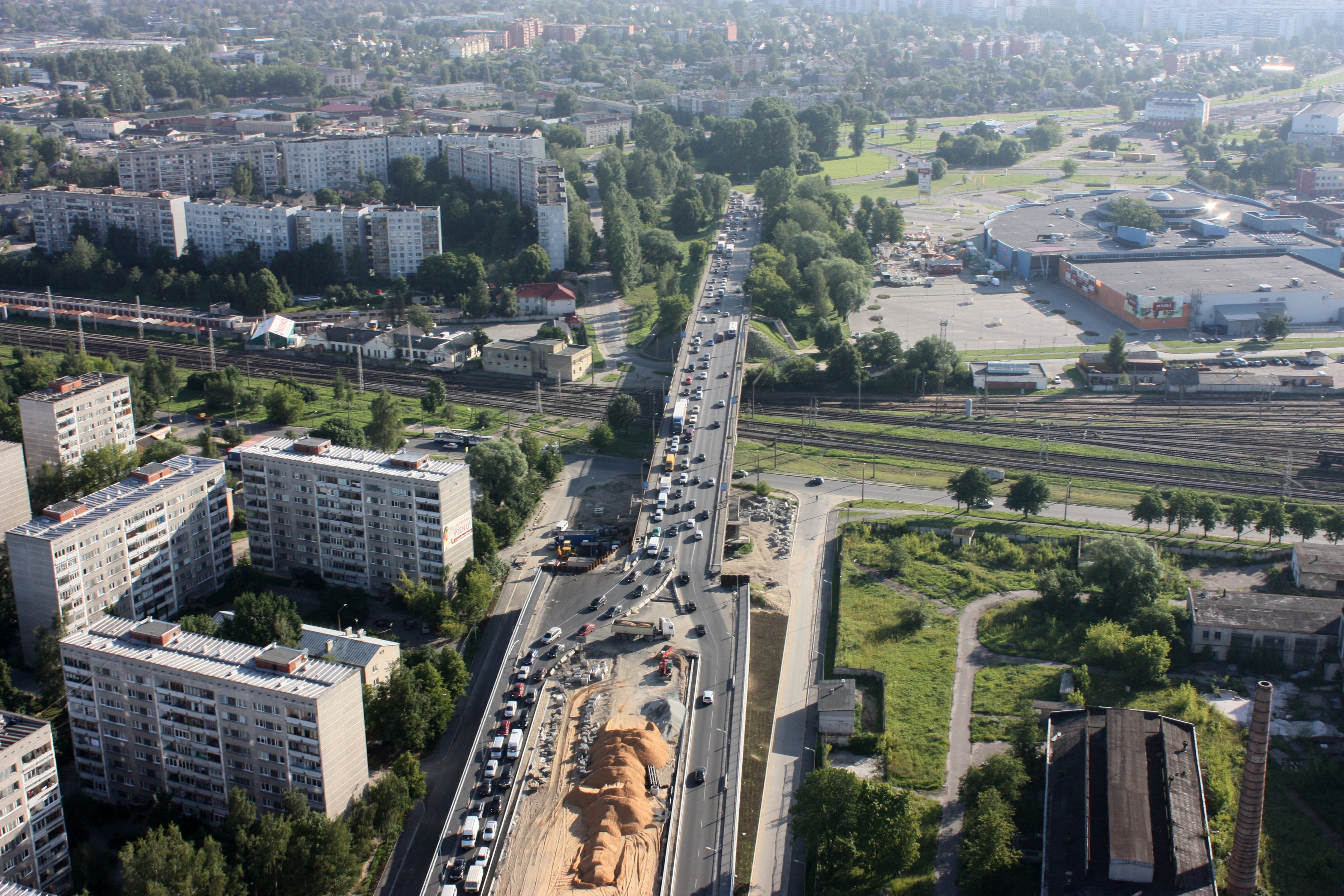
Реконструкция улицы. Июль 2008 года

4 декабря 1970 года на улице Стахановиешу был открыт мост через железнодорожную линию, получивший название, одноимённое улице. Конструкции моста были изготовлены Елгавским заводом железобетонных конструкций № 8. Первоначально мост имел по две полосы движения в каждом направлении.
В 1990 году, после переименования улицы, её путепровод также стал называться мостом Славу (латыш. Slāvu tilts). После открытия Южного моста, в рамках второй очереди его строительства, в 2008—2011 годах мост Славу был реконструирован и сегодня имеет по 4 полосы движения в каждом направлении. Путепровод используется также пешеходами, которые могут подняться на мост не только по лестницам, но и с помощью лифтов.
Одновременно ротационный круг Славу (круговой перекрёсток с улицами Лубанас, Пиедруяс, Дарзциема и Крустпилс) был реконструирован в современную трёхуровневую развязку. Улица Славу пересекает его по верхнему ярусу, переходя в улицу Лубанас в направлении на Плявниеки.
Под мостом Славу, параллельно существующей железнодорожной линии, пройдёт линия Rail Baltica. В рамках её строительства планируется сооружение новой станции с проектным названием Slāvu tilts. Точное место расположения этой станции ещё обсуждается.

## Примечательные объекты
- На углу с ул. Маскавас сохранилось двухэтажное кирпичное здание конторы фарфоровой фабрики Кузнецова (д. 257B), построенное в начале XX века.
- Ул. Славу, дом № 2 — здание школы (носила номер 11, затем 57, ныне Международная школа RIMS)[10], построенное в 1912–1913 гг. по проекту Рейнгольда Шмелинга.

## Прилегающие улицы
Улица Славу пересекается со следующими улицами:
- улица Краста
- улица Маскавас
- улица Зилупес
- улица Салацас
- улица Ритупес
- улица Саласпилс
- улица Маза Ренцену
- улица Зундану
- улица Лубанас
- улица Пиедруяс
- улица Дарзциема
- улица Крустпилс